# Yuelushannus danxia
Espèce
Yuelushannus danxia est une espèce d'araignées aranéomorphes de la famille des Linyphiidae.

## Distribution
Cette espèce est endémique du Guangdong en Chine,. Elle se rencontre dans le xian de Renhua.

## Description
Le mâle holotype mesure 2,29 mm et la femelle paratype 1,85 mm.

## Systématique et taxinomie
Cette espèce a été décrite par He et Guo en 2025.

## Étymologie
Son nom d'espèce lui a été donné en référence au lieu de sa découverte, les monts Danxia.

## Publication originale
- He, Chen, Zhu & Guo, 2025 : « A new species of spider in the genus Yuelushannus (Araneae, Linyphiidae) from Guangdong, China. » The European Zoological Journal, vol. 92, no 1, p. 528-534.